# 동일중학교
동일중학교(東一中學校)는 대한민국 서울특별시 금천구 시흥동에 있는 사립 중학교이다.

## 학교 연혁
- 1968년 9월 10일 : 학교법인 동일학원 설립인가, 설립자 김동섭 초대 이사장 취임
- 1968년 12월 16일 : 동일중학교 30학급 설립인가(남녀공학)
- 1969년 3월 1일 : 초대 김동섭 교장 취임
- 1969년 3월 6일 : 개교식 및 제1회 입학식
- 1978년 2월 15일 : 학교명을 동일여자중학교로 변경
- 2004년 3월 1일 : 학교명을 동일중학교로 변경
- 2023년 1월 10일 : 제52회 졸업생 184명(총 25,268명)
- 2023년 3월 1일 : 제13대 조민희 교장 취임
- 2023년 3월 2일 : 입학생 200명

## 참고 자료
- 동일중학교 - 한국교육학술정보원 학교알리미